# Mydas brederi
Mydas brederi är en tvåvingeart som beskrevs av Charles Howard Curran 1951. Mydas brederi ingår i släktet Mydas och familjen Mydidae. Inga underarter finns listade i Catalogue of Life.